# カジュケンボ

カジュケンボ紋章の一例

カジュケンボ(日本語：カジュケンボ Kajukenbo）は、ハワイ島発祥の様々なものが組み合わさった格闘技である。カジュケンボという名前は、それぞれのスタイルに由来する芸術をひとつずつ組み合わせたものである。カジュケンボ（Kajukenbo）のKAは空手、JUは柔道と柔術、KENは拳法、BOはボクシングをそれぞれ意味する。
1940年代後半に生まれたとされ、1947年にハワイ州オアフ島に位置するパラマという村で創設された。それぞれ異なる専門分野を持つ5人の武術家のピーター・チュウ、フランク・オルドネス、ジョー・ホルク、クラレンス・チャン、アドリアーノ・エンペラードの協力によって生み出された。
カジュケンボのトレーニングは、打撃、蹴り、投げ、テイクダウン、ジョイントロック（ブラジリアン柔術）、そして、対する武器への応戦/対応を組み合わせたものである。

## 哲学
現在、カジュケンボは世界の様々なところで実践されており（例:ホリック・マッカレルカジュケンボ柔術など）、多くの伝統的な武術のように弟子は師匠の真似をする必要はないが、各道場のルールのもとでそこでのシステムを習得し、その後に自分の技の「表現」をさらに発展させることが促進されている。

## 歴史
カジュケンボは1947年にハワイ州オアフ島のパラマ集落に設立された。1940年代後半、パラマ集落は治安が悪化していた地域だった。そのような環境のなかで育ち、様々なバックグラウンドを持つ5人の武道家が集まり、ストリートで実用的で効果的な技を開発した。この5人の創設者たちは、それぞれのスタイルを追求しながらも、より多様な範囲と速度で効果的な戦いを可能にする一つのスタイルの開発を試みた。
カジュケンボウの創設メンバーは5人である。
- アドリアーノ・ディレモ・エンペラド - カラホーケンポとエスクリマ

- ジョセフ・ホルク - 柔道

- ピーター・ヤング・チョー - テンスードゥと松濤館空手とボクシング

- フランク・オラデロネス - ダンザン流柔術

- クラレンスチャン - チンナ

## エンペラドのカジュケンボ
カジュケンボが生まれてからまもなく朝鮮戦争が開戦し、ジョー・ホルク、ピーター・チュー、フランク・オルドネス、クラレンス・チャンはハワイを現役の兵役として去り朝鮮戦争で戦った。アドリアーノ・エンペラドだけが唯一その後ハワイでカジュケンボの指導を続けた。
アドリアーノ・エンペラドと彼の兄弟ジョーはパラム市オアフ・ハワイで1950年に最初パラマ学校を開いた。学校名はカジュケンボ護身術研究所/自衛研究所と呼ばれていた。(Kajukenbo Self Defense Institute/K.S.D.I.)。練習はとても厳しかったようだ。カジュケンボにおける彼らのゴールはストリートで無敵になることであり、生徒たちはフルコンタクトでスパーリングを行った。アンドリアーネの哲学は「床に血が見えるまで練習は終わっていない」。アドリアーノ・エンペラドも説いた。「最高の学びは痛みを知ること」。彼の哲学は「どんなに強い選手でも痛みを恐れる者であれば、攻撃されると恐れを感じ戦いには勝てない」という考えだ。
1959年にアドリアーノ・エペラドが功夫をカジュケンボに導入し、カジュケンボをより柔軟な動きができるようにした。それ以来、カジュケンボは時代と共に進化し続けていく。
カジュケンボのトレーニングに残った者はタフなファイターに成長し、ストリートファイトにおいての戦いでは相手の挑発的攻撃をほとんど受けずに自分たちの技を使い戦うことができるという世間で評判を得た。
カジュケンボは徐々に世間で認知されるようになり人気が高まり始め、すぐにエンペラードはハワイに12のカジュケンボ学校を開校した。1960年にアドリアーノ・エンペラドの黒帯（ジョー・ハルブナ、チャールズ・ゲイロード、トニー・ラモス、アレジュ・レイエス）はカジュケンボをアメリカ本土に広めた。1991年にアドリアーノ・エンペラドは黒帯の雑誌のインタビューを受けた際、エペラドに「カジュケンボのチャンピオンは誰だ？」と尋ねた。 彼はこう答えた。「アルとマリア・ダカスコスは多くのトーナメント選手権で優勝しています。まだ茶帯であったベルトアルジーンカーラリアは1963年にシカゴで第1回空手世界選手権で優勝しました。パープルベルトビクター・ラポサはチャンピオンのエヴェレット「モンスターマン」を1975年ワールドシリーズの武道トーナメントでKOノックアウトしました。1964年、ロスビーチ国際空手選手権（IKC）でカルロス・バンダは優勝しました。カルロス・バンダはまた、映画スターチャック・ノリスと戦って倒しました。」

## 現代のカジュケンボ
カジュケンボは、時代とともに進化を続け、現在ではより実践的かつ実用性を第一に構成されている。そのときの時代とともに変化していく格闘技の流派があるのが主流である。一般的には、「不公平な」とされる目や股間への打撃などの攻撃は完全に認められると考えられており、カジュケンボは戦闘中に生き残るための技術として教えられている。
カジュケンボのトレーニングには、主に有酸素運動のコンディショニングと機能的な筋力トレーニングを重視している。個々の流派によって相違はあるが、サンドバッグやボクシンググローブを使ったトレーニングは珍しくない。カジュケンボの学校では、非現実的な派手な動きを避け、カジュケンボの中心にあるのは自己防衛だ。ほとんどのカジュケンボのカリキュラムには、パンチ、キック、グラブだけでなく、ナイフ、棒、銃を用いてパンチ、キック、グラブでの反撃のトレーニングを特色としている。このように共通の知識があれば、各流派のスタイルは似たようなものになりますが、バリエーションは十分にある。このようなオープンさは、学校があらゆる技を実践的な練習として取り入れることを奨励する傾向がある。すべてのカジュケンボ学校における優先事項は、ストリートファイトにおける状況で自分自身を守ることが第一であるため、現実世界における護身術を学ぶことである。

## 順位
帯の位は学校によって異なり、空手の位がよく用いられる。例えば、共通の順序は白色、黄色、オレンジ、紫色、青色、緑色、茶色、黒色。黒帯はいくつかの段階があるが、それとは異なる場合がある。ほとんどの学校は日本語または中国語の称号を使用している。

## 支部

### エメペラード
“エンペラド法” または “伝統的なハードスタイル”

### トンパイ
1960年にトンパイはアドリアーノ・エンペラド、アル・ダカスコス、アル・デラ・クルスから高度なカジュケンボ・システムとして作られたようだ。1971年、ジョン・ローレンは、太極拳と南スオリンカンフーをカジュケンボに持ち込んだ。1976年、ジョン・ローレンは彼のカジュケンボをアドリアーノ・エンペラドにデノーミングした。アドリアーノエペラドはジョン・ローレンにソフトスタイル トンパイと呼ぶ許可を与えた。

### チャンファー
1960年、アドリアーノエペラドと彼の学生アルダスカソスとアル・デ・ラ・クルスは、トンパイをカジュケンボプラクティスに取り入れた。彼らのカジュケンボは トンパイのように見えなかった。彼らはスタイルに何か他の名前をつけた。1960年代半ば、アル・ダカスコスは北カリフォルニアに移住した。北カリフォルニアでは、アル・ダカスコスは、北と南のシム・ラム・カンフーを使って、彼のカジュケンボの開発を続けた。1965年にチャンファーという名前が導入された。

### ウン・ホップ・クーン・ド
ウン・ホップ・クーン・ドはアル・ダカスコスによって創設された。ウン・ホップ・クーン・ドは、中国の武術とエスクリマを組み合わせたものだ。ウン・ホップ・クーン・ドはカジュケンボシステムの一部。ウン・ホップ・クーン・ドは設定されたシステムではない。ウン・ホップ・クーン・ドの開業医は常に新しい技術を追加している。彼らの哲学は、自己防衛の状況は常に変化しているということだ。したがって、ウン・ホップ・クーン・ドの開業医は状況に応じて変化する。ウン・ホップ・クーン・ドは、開業医が自分自身のために考え、その状況のための最善の技術を適用することを奨励する。この哲学は他の武道とは別にそれを設定している。

### カジュケンボアメリカ協会
チャールズ・ゲイロード、アレジュ・レイエス、ジョー・ハルブナ、トニー・ラモス、アル・ダカスコスは、1967年にカジュケンボ・アメリカ協会（KAA）を結成した。KAAの組織は1970年まで続いた。1980年、チャールズ・ゲイロードは、アドリアン・エンペラドによって10度の黒帯として昇進した。ゲイロードのカジュケンボは、ハワイとアメリカの彼のインストラクターによって引き続き教えられている。

### マツノカジュケンボ
マツノカジュケンボは、ジョセフ・ホルクの息子であるヴィンセント・ホルクとピーター・チューの甥によって開発された。
マツノカジュケンボの最初の部分は、マツノリュウゴシンジュツだ。システムのこの部分はじゅ術に焦点を合わせている。
システムの2番目の部分はキックボクシングに焦点を当てている。
有名なカジュケンボ武道家
セージ・ノースカット（Sage Northcutt、1996年3月1日 - ）
チャック・リデル（Chuck Liddell、1969年12月17日 - ）
ドン・ストラウト (Donald Lee Stroud、1943年9月1日 - )
グローバー・ルーカス・テイシェイラ (Glover Lucas Teixeira、1979年10月28日 - )